# 2010 في الولايات المتحدة
فيما يلي قوائم الأحداث التي وقعت خلال عام 2010 في الولايات المتحدة.

## أحداث
- 14 يناير – فيبي برنس
- 7 أبريل – الخطوط الجوية المتحدة الرحلة 663

## سياسة

### تعيين في المنصب
- 1 يناير – بيل دي بلازيو New York City Public Advocate [الإنجليزية]‏.
- 1 يناير – توم جونسون عضو مجلس ولاية إلينوي.
- 1 يناير – جيف سميث عضو مجلس نواب ولاية ايوا.
- 1 يناير – فرانك سميث عضو مجلس نواب مونتانا.
- 16 يناير – بوب ماكدونيل حاكم فرجينيا [الإنجليزية]‏.
- 19 يناير – كريس كريستي حاكم نيو جيرسي [الإنجليزية]‏.
- 9 أغسطس – جيمس كلابر مدير الاستخبارات القومية.
- 15 نوفمبر – جو مانشين عضو مجلس الشيوخ الأمريكي.
- 6 ديسمبر – نيل أبركرومبي حاكم هاواي [الإنجليزية]‏.

### انتهاء فترة المنصب
- 1 يناير – أندي هاريس عضو مجلس ولاية ماريلند.
- 1 يناير – جستين عماش عضو مجلس نواب ميشيغان  [لغات أخرى]‏.
- 1 يناير – روبرت هيرت عضو مجلس ولاية فرجينيا.
- 1 يناير – ستيفن بالازو عضو مجلس نواب مسيسيبي.
- 1 يناير – ماغي حسن عضو مجلس ولاية نيوهامبشير.
- 16 يناير – تيم كين حاكم فرجينيا [الإنجليزية]‏.
- 19 يناير – جون كورزاين حاكم نيو جيرسي [الإنجليزية]‏.
- 28 فبراير – نيل أبركرومبي عضو مجلس النواب الأمريكي.
- 21 مايو – مارك ساودر عضو مجلس النواب الأمريكي.
- 28 يونيو – روبرت بيرد عضو مجلس الشيوخ الأمريكي.
- 30 يوليو – بيتر أورزاغ مدير مكتب الإدارة والميزانية.
- 15 نوفمبر – جو مانشين حاكم فرجينيا الغربية  [لغات أخرى]‏.
- 29 نوفمبر – رولاند بوريس عضو مجلس الشيوخ الأمريكي.
- 6 ديسمبر – ليندا لينغل حاكم هاواي [الإنجليزية]‏.
- 7 ديسمبر – جون هويفان حاكم شمال داكوتا [الإنجليزية]‏.
- 31 ديسمبر – ديفيد باترسون حاكم نيويورك [الإنجليزية]‏.

## رياضة
- 1 يناير – طواف كاليفورنيا 2010 الفائزون ليفي ليفيمير، مايكل روجرز، ديفيد زابريسكي.

## ظهور
- 1 يناير – عامي
- 1 يناير – فلوريدا جورجيا لاين
- 1 يناير – كارمن
- 1 يناير – كرولا
- 1 يناير – معارك الراب الملحمي التاريخي
- 1 سبتمبر – ايربلاي

## أفلام
من الأفلام التي صدرت هذه السنة في الولايات المتحدة:
- 1 يناير – 15 حتى منتصف الليل
- 1 يناير – أميليا من إخراج ميرا ناير.
- 1 يناير – اثنا عشر من إخراج جويل شوماخر.
- 1 يناير – اختراع الكذب من إخراج ريكي جيرفيه، ماثيو روبنسون (مخرج).
- 1 يناير – الأطفال كلهم على ما يرام من إخراج ليزا تشولودينكو.
- 1 يناير – الأمريكي من إخراج أنطون كربيجن.
- 1 يناير – البالغون من إخراج دينيس دوغان.
- 1 يناير – البلدة من إخراج بن أفليك.
- 1 يناير – التجربة من إخراج بول شويرينغ.
- 1 يناير – الجميع بخير من إخراج كيرك جونز.
- 1 يناير – الجناح من إخراج جون كاربنتر.
- 1 يناير – الجنس والمدينة 2 من إخراج مايكل كينغ.
- 1 يناير – الحقيقة بالأرقام: قصة ويكيبيديا من إخراج نيك هيل [الإنجليزية]‏، سكوت جلوسيرمان [الإنجليزية]‏.
- 1 يناير – الحياة كما نعرفها من إخراج جريج بيرلانتي.
- 1 يناير – الذين لم يعودوا من إخراج ناثان فيشر.
- 1 يناير – الرجال الذين يحدقون في الماعز من إخراج جرانت هيسلوف.
- 1 يناير – الرجل الذئب من إخراج جو جونستون.
- 1 يناير – العظام المحبوبة من إخراج بيتر جاكسون.
- 1 يناير – القاتل بداخلي من إخراج مايكل وينتربوتوم.
- 1 يناير – القسم من إخراج لورا بويتراس.
- 1 يناير – القضية 39 من إخراج Christian Alvart [الإنجليزية]‏.
- 1 يناير – القوة والسيطرة: العنف المنزلي في أمريكا
- 1 يناير – اللصوص من إخراج John Luessenhop [الإنجليزية]‏.
- 1 يناير – المبتدئون من إخراج مايك ميلس (كاتب).
- 1 يناير – المربية ماكفي والإنفجار الكبير من إخراج سوزانا وايت.
- 1 يناير – المقاتل من إخراج ديفيد أو. راسل.
- 1 يناير – المنطقة الخضراء من إخراج بول غرينغراس.
- 1 يناير – إخوة من إخراج جيم شيريدان.
- 1 يناير – إستنشق من إخراج بالتاسار كورماكور.
- 1 يناير – إيت براي لوف من إخراج رايان مورفي.
- 1 يناير – إيلينا أندون من إخراج نيكول كون.
- 1 يناير – تسعة من إخراج روب مارشال.
- 1 يناير – تشارلي سانت كلود من إخراج بور ستيرس.
- 1 يناير – توكر وديل يواجهان الشر من إخراج إيلي كرايغ.
- 1 يناير – تيكن من إخراج دوايت إتش ليتل.
- 1 يناير – حافة الظلام من إخراج مارتن كامبل.
- 1 يناير – حب ومخدرات أخرى من إخراج إدورد زويك.
- 1 يناير – ديفل من إخراج John Erick Dowdle [الإنجليزية]‏.
- 1 يناير – ذا بوكس من إخراج ريتشارد كيلي (كاتب).
- 1 يناير – ذا لاست إيربندر من إخراج إم. نايت شيامالان.
- 1 يناير – رجل وحيد من إخراج توم فورد.
- 1 يناير – ريزدنت إيفل: الآخرة من إخراج بول أندرسون.
- 1 يناير – ستيب أب ثري دي من إخراج جون إم. تشو.
- 1 يناير – سجلات نارنيا: رحلة سفينة داون تريدر من إخراج مايكل أبتيد.
- 1 يناير – سنة كبيسة من إخراج غاري باربر، أناند تاكر، روجر بيرنبوم، جوناثان جليكمان.
- 1 يناير – شتاء بارد من إخراج Debra Granik [الإنجليزية]‏.
- 1 يناير – شركة الرجال من إخراج جون ويلز (كاتب).
- 1 يناير – صغار عائلة فوكرز من إخراج Paul Weitz (filmmaker) [الإنجليزية]‏.
- 1 يناير – طارد الأرواح الأخير من إخراج Daniel Stamm [الإنجليزية]‏.
- 1 يناير – طريق الطوب الاصفر
- 1 يناير – طريق العودة من إخراج بيتر وير (مخرج).
- 1 يناير – عزم حقيقي من إخراج إيثان كوين، جويل كوين.
- 1 يناير – عشاء للأغبياء من إخراج جاي روتش.
- 1 يناير – غدا من إخراج ستيوارت بيتي [الإنجليزية]‏.
- 1 يناير – غدار من إخراج جيمس وان.
- 1 يناير – غرينبيرغ من إخراج نواه باومباخ.
- 1 يناير – غواصة من إخراج ريتشارد أيواد.
- 1 يناير – فارس ويوم من إخراج جيمس مانغولد.
- 1 يناير – فامبيرز ساك من إخراج جايسون فرايدبيرغ، Aaron Seltzer [الإنجليزية]‏.
- 1 يناير – فروزن من إخراج آدم جرين.
- 1 يناير – فريق النخبة من إخراج جو كارنهان.
- 1 يناير – فكر كرجل من إخراج تيم ستوري [الإنجليزية]‏.
- 1 يناير – فيرجينيا من إخراج داستن لانس بلاك.
- 1 يناير – قلب مجنون من إخراج سكوت كوبر.
- 1 يناير – كبار رجال الشرطة من إخراج كيفن سميث.
- 1 يناير – كيف تعرف من إخراج جيمس بروكس.
- 1 يناير – لا تدعني أذهب أبدا من إخراج Mark Romanek [الإنجليزية]‏.
- 1 يناير – لدينا عرس عائلي من إخراج Rick Famuyiwa [الإنجليزية]‏.
- 1 يناير – لعبة عادلة من إخراج دوج ليمان.
- 1 يناير – لندن بولفار من إخراج وليام موناهان.
- 1 يناير – لوترية
- 1 يناير – مجد الصباح من إخراج روجر ميشيل.
- 1 يناير – مدفون من إخراج رودريغو كورتيس.
- 1 يناير – مغامرات سندباد الـ 7
- 1 يناير – مكان ما من إخراج صوفيا كوبولا.
- 1 يناير – من باريس مع حبي من إخراج بيير موريل.
- 1 يناير – موسم الأعاصير من إخراج تيم ستوري [الإنجليزية]‏.
- 1 يناير – نخبة بروكلين من إخراج أنطوان فوكوا.
- 1 يناير – هابل من إخراج توني مايرز.
- 1 يناير – هل سمعت عن مورغنس؟ من إخراج مارك لورانس (مخرج).
- 1 يناير – وقريبا الظلام
- 1 يناير – يوم الأم من إخراج دارن لين بوسمان.
- 1 يناير – يوميات طفل مستضعف من إخراج Thor Freudenthal [الإنجليزية]‏.
- 15 يناير – كتاب إيلاي من إخراج ألبرت هيوز [الإنجليزية]‏، ألين هيوز [الإنجليزية]‏.
- 16 يناير – ثمينة من إخراج لي دانييلز.
- 18 يناير – أنا أحبك فيليب موريس من إخراج جون ريكوا [الإنجليزية]‏، جلين فيكارا.
- 18 يناير – التعليم من إخراج Lone Scherfig [الإنجليزية]‏.
- 22 يناير – في انتظار سوبر مان من إخراج ديفيس غوغنهايم.
- 24 يناير – عزيزي جون من إخراج لاسي هالستروم.
- 29 يناير – عندما تكون في روما من إخراج مارك جونسون (كاتب).
- 8 فبراير – عيد الحب من إخراج غاري مارشال.
- 11 فبراير – بيرسي جاكسون والأوليمبونس: لص البرق من إخراج كريس كولومبوس.
- 13 فبراير – جزيرة شاتر من إخراج مارتن سكورسيزي.
- 16 فبراير – المشعبد من إخراج سيلفان تشوميت.
- 25 فبراير – أليس في بلاد العجائب من إخراج تيم برتون.
- 1 مارس – تذكرني من إخراج ألين كولتر.
- 6 مارس – فيكتوريا الصغيرة من إخراج جين-مارك فالي.
- 12 مارس – كيك-آس من إخراج ماثيو فون.
- 17 مارس – صائد الجوائز من إخراج أندي تننت.
- 19 مارس – المستردون من إخراج ميغيل سابوجنيك.
- 26 مارس – صراع الجبابرة من إخراج لويس ليترير.
- 31 مارس – ذا لاست سونغ من إخراج جولي روبنسون.
- 6 أبريل – ليلة موعد من إخراج شون ليفي.
- 23 أبريل – الخطة الإحتياطية من إخراج ألان بول (مخرج).
- 25 أبريل – رسائل إلى جولييت من إخراج غاري وينيك.
- 27 أبريل – كابوس في شارع إلم من إخراج صامويل باير.
- 29 أبريل – آيرون مان 2 من إخراج جون فافرو.
- 9 مايو – رمال الزمن من إخراج مايك نيويل.
- 12 مايو – روبن هود من إخراج ريدلي سكوت.
- 14 مايو – وول ستريت: المال لا ينام أبدا من إخراج أوليفر ستون.
- 27 مايو – مرمادوك من إخراج توم داي (مخرج).
- 1 يونيو – قتلة من إخراج Robert Luketic [الإنجليزية]‏.
- 11 يونيو – فتى الكاراتيه من إخراج Harald Zwart [الإنجليزية]‏.
- 17 يونيو – جونا هيكس من إخراج جيمي هيوارد.
- 24 يونيو – ملحمة الشفق: خسوف من إخراج ديفيد سليد.
- 8 يوليو – استهلال من إخراج كريستوفر نولان.
- 8 يوليو – مفترسات من إخراج نمرود أنطال.
- 14 يوليو – صبي الساحر من إخراج جون تيرتلتوب.
- 19 يوليو – سولت من إخراج فيليب نويس.
- 22 يوليو – سكوت بيلجرام يواجه العالم من إخراج إدغار رايت.
- 2 أغسطس – الشخصان الآخران من إخراج آدم مكاي.
- 3 أغسطس – المرتزقة من إخراج سيلفستر ستالون.
- 19 أغسطس – تبديل من إخراج جوش غوردون، Will Speck  [لغات أخرى]‏.
- 1 سبتمبر – بلاك سوان من إخراج دارين أرنوفسكي.
- 1 سبتمبر – ماشيتي من إخراج روبرت رودريغيز، إيثان مانيكز [الإنجليزية]‏.
- 3 سبتمبر – الطريق من إخراج John Hillcoat [الإنجليزية]‏.
- 4 سبتمبر – الملازم السيئ ميناء الدعوة - نيو أورليانز من إخراج فرنر هرتزوغ.
- 4 سبتمبر – خزانة الألم من إخراج كاثرين بيغلو.
- 5 سبتمبر – فوق في الجو من إخراج جيسون رايتمان.
- 6 سبتمبر – الرأسمالية: قصة حب من إخراج مايكل مور.
- 7 سبتمبر – الزائر من إخراج توماس مكارثي.
- 10 سبتمبر – حجارة من إخراج جون كوران (مخرج أفلام).
- 11 سبتمبر – ايزي ايه من إخراج ويل جلوك.
- 11 سبتمبر – مقتحمو النهار من إخراج The Spierig Brothers [الإنجليزية]‏.
- 12 سبتمبر – رجل جاد من إخراج إيثان كوين، جويل كوين.
- 24 سبتمبر – الشبكة الاجتماعية من إخراج ديفيد فينشر.
- 29 سبتمبر – ريد من إخراج روبرت شوينتكي.
- 1 أكتوبر – بدائل من إخراج Jonathan Mostow [الإنجليزية]‏.
- 7 أكتوبر – علامة غير مرئية
- 13 أكتوبر – جاك آس ثلاثي الأبعاد من إخراج جيف تريمين.
- 20 أكتوبر – نشاط خارق 2 من إخراج كيب وليامز.
- 21 أكتوبر – سو ثري دي من إخراج كيفن غروتيرت.
- 26 أكتوبر – غير قابل للإيقاف من إخراج توني سكوت.
- 31 أكتوبر – تاريخ الاستحقاق من إخراج تود فيليبس.
- 9 نوفمبر – الأيام الثلاثة القادمة من إخراج بول هاغيس.
- 11 نوفمبر – هاري بوتر ومقدسات الموت – الجزء 1 من إخراج دايفيد ييتس.
- 17 نوفمبر – البعد الآخر من إخراج جون لي هانكوك.
- 24 نوفمبر – أسرع من إخراج جورج تيلمان الابن.
- 3 ديسمبر – أنا مدين حياتي لكوربن بلو
- 3 ديسمبر – الذي لا يقهر من إخراج كلينت إيستوود.
- 8 ديسمبر – السائح من إخراج Florian Henckel von Donnersmarck [الإنجليزية]‏.
- 16 ديسمبر – ترون: الإرث من إخراج جوزيف كوزينسكي.
- 24 ديسمبر – شرلوك هولمز من إخراج غاي ريتشي.
- 25 ديسمبر – رحلات غاليفر من إخراج روب ليترمان [الإنجليزية]‏.

## برامج ومسلسلات وأنمي
- ذا كليفلاند شو
- فيوتشوراما
- كوكب شين
- سيم بايونك تايتن
- كينغ أوف ذا هيل
- ترانسفورمرز: برايم
- مغامرات فلاب جاك
- عائلة ساترديز
- باتمان الجرأة والشجاعة
- فارس وفادي
- كيك باتاوسكي: المغامر

## موسيقى

### ألبومات
من الألبومات التي صدرت هذه السنة في الولايات المتحدة:
- 18 يونيو – ريكوفري من غناء إمينيم.
- 18 يونيو – لا يمكن ترويضي من غناء مايلي سايرس.
- 24 أغسطس – حلم المراهقة من غناء كيتي بيري.
- 25 أكتوبر – سبيك ناو من غناء تايلور سويفت.

## كتب
من الكتب التي صدرت هذه السنة في الولايات المتحدة:
- 1 يناير – المشهد الأخلاقي من تأليف سام هاريس.
- 1 يناير – زوجة نمر من تأليف Téa Obreht [الإنجليزية]‏.
- 23 فبراير – بدينة ولكن من تأليف دانيال ستيل.
- 22 يونيو – روابط عائلية من تأليف دانيال ستيل.
- 24 أغسطس – الطائر المقلد من تأليف سوزان كولنز.
- 7 سبتمبر – التصميم العظيم من تأليف ليوناردو ملودينوف.
- 14 سبتمبر – العظيمات لا يبكين من تأليف ريبيكا تريستر.
- 27 سبتمبر – حروب أوباما من تأليف بوب ودورد.

## وفيات

### يناير
- 4 يناير – ليو ألين (مواليد 1925) ضابط من الولايات المتحدة الأمريكية.
- 5 يناير – بيفرلي أدلاند (مواليد 1942)
- 8 يناير – آرثر كلوكي (مواليد 1921)
- 11 يناير – جولييت أندرسون (مواليد 1938)
- 14 يناير – تشارلز نولتي (مواليد 1923) ممثل أمريكي.
- 15 يناير – مارشال نيرنبرغ (مواليد 1927)
- 16 يناير – كارل سميث (مواليد 1927) موسيقي أمريكي.
- 17 يناير – إيريك سيغال (مواليد 1937) كاتب أمريكي.
- 22 يناير – جيمس ميتشيل (مواليد 1920)
- 23 يناير – سام ماتش (مواليد 1923) لاعب كرة مضرب أمريكي.
- 23 يناير – كيرميت تايلر (مواليد 1913) ضابط من الولايات المتحدة الأمريكية.
- 24 يناير – روبرت موسباكر (مواليد 1927) سياسي من الولايات المتحدة الأمريكية.
- 27 يناير – جيروم ديفيد سالينجر (مواليد 1919) كاتب أمريكي.
- 27 يناير – دون سافاج (مواليد 1928) لاعب كرة سلة من الولايات المتحدة الأمريكية.
- 27 يناير – هوارد زين (مواليد 1922)

### فبراير
- 2 فبراير – يوستاس مولينز (مواليد 1923)
- 3 فبراير – ديك ماكغواير (مواليد 1926)
- 10 فبراير – تشارلز ويلسون (مواليد 1933)
- 10 فبراير – فريد شوس (مواليد 1925)
- 10 فبراير – فريدريك كارلتون ويند (مواليد 1916) عسكري من الولايات المتحدة الأمريكية.
- 10 فبراير – كارل براون (مواليد 1927)
- 13 فبراير – ريد روشا (مواليد 1923)
- 16 فبراير – جون شاندلير (مواليد 1935) ممثل أمريكي.
- 20 فبراير – ألكسندر هيغ (مواليد 1924) سياسي أمريكي.
- 25 فبراير – دونالد ميريفيلد (مواليد 1928) فيزيائي من الولايات المتحدة الأمريكية.

### مارس
- 5 مارس – دونالد فراي (مواليد 1923) مصمم سيارات من الولايات المتحدة الأمريكية.
- 9 مارس – الجدة د (مواليد 1910)
- 14 مارس – بيتر غرافز (مواليد 1926)
- 17 مارس – روبرت مايكل وايت (مواليد 1924) رائد فضاء أمريكي.
- 20 مارس – ستيوارت يودال (مواليد 1920) سياسي أمريكي.
- 24 مارس – روبرت كولب (مواليد 1930)

### أبريل
- 1 أبريل – إد روبرتس (مواليد 1941)
- 4 أبريل – كليفورد م هاردن (مواليد 1915) سياسي أمريكي.
- 10 أبريل – ديكسي كارتر (مواليد 1939)
- 21 أبريل – كلينت غرانت (مواليد 1916)
- 24 أبريل – جورج ويلارد فيرتز (مواليد 1912) قانوني من الولايات المتحدة الأمريكية.
- 25 أبريل – كيفن ريستاني (مواليد 1951) لاعب كرة سلة أمريكي.

### مايو
- 2 مايو – موشيه هيرش (مواليد 1930) سياسي أمريكي.
- 6 مايو – بو إيليس (مواليد 1936) لاعب كرة سلة من الولايات المتحدة الأمريكية.
- 9 مايو – لينا هورن (مواليد 1917)
- 16 مايو – روني جيمس ديو (مواليد 1942) مغني أمريكي.
- 28 مايو – غاري كولمان (مواليد 1968) ممثل أمريكي.
- 29 مايو – دينيس هوبر (مواليد 1936)
- 31 مايو – فرقان دوجان (مواليد 1991)

### يونيو
- 4 يونيو – جون وودن (مواليد 1910)
- 8 يونيو – جوان هينتون (مواليد 1921) فيزيائية أمريكية.
- 13 يونيو – توم ستيث (مواليد 1939) لاعب كرة سلة أمريكي.
- 13 يونيو – جيمي دين (مواليد 1928)
- 14 يونيو – تيد لوري (مواليد 1919) ملاكم من الولايات المتحدة الأمريكية.
- 15 يونيو – تشارلز هيكوكس (مواليد 1947) سباح أمريكي.
- 22 يونيو – ليفيرن تارت (مواليد 1942) لاعب كرة سلة أمريكي.
- 27 يونيو – كوري ألين (مواليد 1934)
- 28 يونيو – روبرت بيرد (مواليد 1917) سياسي أمريكي.
- 28 يونيو – كليمنت فينش (مواليد 1915)
- 30 يونيو – ديني موير (مواليد 1939) ملاكم من الولايات المتحدة الأمريكية.

### يوليو
- 8 يوليو – ملفين توربين (مواليد 1960) لاعب كرة سلة أمريكي.
- 16 يوليو – جيمس غامون (مواليد 1940) ممثل أمريكي.
- 19 يوليو – ماك فوستر (مواليد 1942) ملاكم من الولايات المتحدة الأمريكية.
- 22 يوليو – كيني جين (مواليد 1936) سياسي من الولايات المتحدة الأمريكية.
- 25 يوليو – دونالد سي باكر (مواليد 1943) عالم فلك أمريكي.
- 27 يوليو – غاري بيرغن (مواليد 1932) لاعب كرة سلة من الولايات المتحدة الأمريكية.
- 27 يوليو – موري تشيكن (مواليد 1949) ممثل أمريكي.
- 29 يوليو – لورنزن رايت (مواليد 1975) لاعب كرة سلة أمريكي.
- 30 يوليو – روبرت ميريت شانوك (مواليد 1924)

### أغسطس
- 4 أغسطس – هنري لارد (مواليد 1917) بروفيسور كيمياء حيوية.
- 8 أغسطس – باتريسيا نيل (مواليد 1926)
- 9 أغسطس – جورج ديسنزو (مواليد 1940) ممثل أمريكي.
- 10 أغسطس – أنطونيو بيتيجرو (مواليد 1967)
- 15 أغسطس – فيلب ماركوف (مواليد 1986)
- 26 أغسطس – ويليام بي لينوار (مواليد 1939) رائد فضاء أمريكي.
- 27 أغسطس – لونا فاشون (مواليد 1962) مصارعة محترفة من الولايات المتحدة الأمريكية.
- 29 أغسطس – جيمس ديوتر (مواليد 1939) ممثل أمريكي.

### سبتمبر
- 11 سبتمبر – هارولد جولد (مواليد 1923) ممثل أمريكي.
- 16 سبتمبر – روبرت جوزيف وايت (مواليد 1926) جراح أعصاب من الولايات المتحدة الأمريكية.
- 21 سبتمبر – جون كروفورد (مواليد 1920) ممثل أمريكي.
- 22 سبتمبر – إدي فيشر (مواليد 1928)
- 25 سبتمبر – أرت جيلمور (مواليد 1912) ممثل من الولايات المتحدة الأمريكية.
- 26 سبتمبر – غلوريا ستيوارت (مواليد 1910) ممثلة أمريكية.
- 29 سبتمبر – توني كرتيس (مواليد 1925) ممثل أمريكي.
- 29 سبتمبر – هيرم فويتش (مواليد 1918) لاعب كرة سلة أمريكي.

### أكتوبر
- 14 أكتوبر – لاري سيغفريد (مواليد 1939) لاعب كرة سلة أمريكي.
- 19 أكتوبر – توم بوسلي (مواليد 1927) ممثل أمريكي.
- 28 أكتوبر – جيمس ماكارثر (مواليد 1937) ممثل أمريكي.
- 28 أكتوبر – روبرت إلنشتاين (مواليد 1923)
- 28 أكتوبر – واتس همفري (مواليد 1927) مهندس أمريكي.
- 31 أكتوبر – تيد سورنسن (مواليد 1928) محامي أمريكي.
- 31 أكتوبر – موريس لوكاس (مواليد 1952)

### نوفمبر
- 8 نوفمبر – جاك ليفين (مواليد 1915) فنان أمريكي.
- 8 نوفمبر – كوينتين ديلي (مواليد 1961) لاعب كرة سلة أمريكي.
- 13 نوفمبر – آلن سانديغ (مواليد 1926) عالم فلك من الولايات المتحدة الأمريكية.
- 15 نوفمبر – لاري إيفانز (مواليد 1932)
- 22 نوفمبر – داني نارديكو (مواليد 1925) ملاكم من الولايات المتحدة الأمريكية.
- 27 نوفمبر – إيرفين كريشنر (مواليد 1923) مخرج أفلام.
- 28 نوفمبر – صامويل كوهين (مواليد 1921) فيزيائي أمريكي.

### ديسمبر
- 5 ديسمبر – جون ليزلي (مواليد 1945)
- 6 ديسمبر – جيمس توماس لين (مواليد 1927) سياسي أمريكي.
- 10 ديسمبر – جون فين (مواليد 1917)
- 13 ديسمبر – ريتشارد هولبروك (مواليد 1941) دبلوماسي أمريكي.
- 15 ديسمبر – بليك إدواردز (مواليد 1922)
- 18 ديسمبر – بوب لافوي (مواليد 1926)
- 26 ديسمبر – ألبرت غيوروسو (مواليد 1915)
- 26 ديسمبر – جيرالدين دويل (مواليد 1924) عارضة من الولايات المتحدة الأمريكية.
- 28 ديسمبر – بيني بريسكو (مواليد 1943) ملاكم من الولايات المتحدة الأمريكية.